# Sèmè City
Sèmè City est un projet de ville intelligente située au Bénin, ayant pour objectif de devenir un pôle régional d'excellence dans les domaines de l'enseignement supérieur, de la recherche, de l'innovation et du développement économique. Le projet Sèmè City a été lancé en 2017 par le gouvernement béninois et est actuellement mis en œuvre par l'Agence de développement de Sèmè City (ADSC), dirigée par Claude Borna. Cette ville, qui est encore en construction, sera dotée d'infrastructures modernes comprenant des laboratoires de recherche, des centres d'innovation, des espaces de coworking, des salles de conférence, des logements pour les étudiants et les chercheurs, ainsi que des installations sportives et culturelles,,,,,,,,,.

## Objectif
Le projet Sèmè City est guidé par une vision à long terme qui vise à atteindre les objectifs suivants d'ici 2032,,,:
- Générer plus de 100 000 emplois, dont au moins un tiers en tant qu'entrepreneurs indépendants et 40% occupés par des femmes;
- Devenir un partenaire essentiel pour des initiatives novatrices dans des secteurs stratégiques;
- Contribuer à la réalisation des Objectifs de Développement Durable (ODD).

## Missions
Sèmè City s'est engagé à,,,,,, :
- Former une nouvelle génération de jeunes talentueux, compétitifs et expérimentés ;
- Soutenir et promouvoir les entrepreneurs qui apporteront des transformations au Bénin et en Afrique ;
- Favoriser la recherche scientifique pour répondre aux défis du quotidien ;
- Développer des infrastructures de pointe pour faciliter la création, la réalisation de prototypes et la mise à l'échelle ;
- Attirer les entreprises multinationales, les institutions et les professionnels du secteur de l'innovation.

## Piliers stratégiques
Sèmè City repose sur trois principes stratégiques essentiels,,,: 
- l'éducation;
- l'entrepreneuriat;
- la recherche.

## Sites
Initialement prévue dans la commune de Sèmè-Kpodji, à proximité de la frontière nigériane, Sèmè City a finalement choisi de construire son campus principal à Ouidah. Ce campus, d'une superficie de 336 hectares au lieu des 192 hectares initialement prévus, sera opérationnel dès la rentrée 2025,,,,,,,.
En attendant l'achèvement de la construction de son campus à Ouidah, Sèmè City opère sur quatre sites où ses activités sont menées.
- Le premier site, Sèmè One, est un campus moderne et intelligent comprenant des salles de classe, des espaces de cotravail, un centre linguistique, des bureaux et un centre de données.
- Le deuxième site, Sèmè Two, est un parc d'innovation conçu pour promouvoir de nouvelles approches de recherche et d'innovation accessibles à un large public, dès l'âge de 8 ans. Il est équipé d'un parc d'outils de conception et de fabrication numérique, d'une imprimante 3D, ainsi que d'un laboratoire pour l'apprentissage des techniques de rayonnement X.
- De plus, Sèmè Three, en partenariat avec l'UNICEF Bénin et l'UNFPA Bénin, est un centre communautaire accueillant les jeunes âgés de 8 à 18 ans, où des ateliers et des formations sont organisés autour de thématiques telles que la protection de l'environnement, le recyclage, l'entrepreneuriat et les métiers de l'audiovisuel.
- Enfin, le dernier site, appelé Sèmè Four ou Pi, abrite Epitech Bénin, une école d'informatique, dans le cadre de son extension.